# Syncratomorpha
Syncratomorpha é um gênero de traça pertencente à família Agonoxenidae.